# Маржанбулак
Маржанбулак (каз. Маржанбұлақ, до 2008 г. — Прогресс) — село в Алгинском районе Актюбинской области Казахстана. Административный центр Маржанбулакского сельского округа. Код КАТО — 153247100.

## Население
| Численность населения | Численность населения | Численность населения | Численность населения |
| 1989                  | 1999                  | 2009                  | 2021                  |
| --------------------- | --------------------- | --------------------- | --------------------- |
| 897                   | ↗1174                 | ↗1496                 | ↗3436                 |

В 1989 году население села составляло 897 человек. Национальный состав: казахи — 38 %, украинцы — 37 %. В 1999 году население села составляло 1174 человека (654 мужчины и 520 женщин). По данным переписи 2009 года, в селе проживало 1496 человек (738 мужчин и 758 женщин). По данным переписи 2021 года, в селе проживало 3436 человек (1753 мужчин и 1683 женщин).